# Memphis Bleek
Malik Cox (Brooklyn, 23 de Junho de 1978), conhecido pelo seu nome artístico Memphis Bleek ou "Bleek", é um rapper norte-americano. Memphis Bleek foi um dos primeiros artistas a assinar contrato com a Roc-A-Fella Records, devido à sua amizade de longa data com Jay-Z. O artista acabou por trabalhar em alguns álbuns do rapper: Reasonable Doubt, Vol. 2... Hard Knock Life, Vol. 3… Life and Times of S. Carter, The Dynasty: Roc La Familia e The Blueprint 2: The Gift & The Curse.

## Vida pregressa
Memphis Bleek nasceu no Brooklyn. Ele cresceu no Marcy Projects, localizado no bairro de Bedford-Stuyvesant, no Brooklyn, o mesmo bairro do rapper Jay-Z.